# Nikkel-waterstof-accu
Een nikkel-waterstof-accu (NIH2 of Ni-H2) is een oplaadbare elektrochemische energiebron op basis van nikkel en waterstof. Het verschil met een nikkel-metaalhydrideaccu is het gebruik van waterstof in een tot 82,7 bar gevuld drukvat.
De kathode bestaat uit een gesinterde poreuze nikkelplaat met nikkelhydroxide, de negatieve waterstof-elektrode is een teflongebonden platinazwart katalysator, het scheidingsvel is in het algemeen een asbestpapier of onbehandeld Zircardoek.
NIH2-cellen met 26% kaliumhydroxide (KOH) als elektrolyt hebben een levensduur van 15 jaar of meer op 80% ontladingsdiepte (DOD). De energiedichtheid voor low Earth orbit (LEO) en geostationaire baan (GEO) is 60 Wh/kg en 85% efficiency. De opslagcapaciteit van de batterij bestrijkt meerdere jaren. De open-circuit spanning is 1,55 V met een spanning onder belasting van ongeveer 1,5 V. De celcapaciteit is meer dan 20.000 laadcycli.
NIH2 oplaadbare batterijen beschikken over goede elektrische eigenschappen waardoor ze aantrekkelijk zijn voor de opslag van elektrische energie in satellieten en ruimtesondes. Zo zijn de ISS en de Mars Global Surveyor uitgerust met nikkel-waterstof-batterijen. De Hubble Space Telescope heeft momenteel het hoogste aantal laden/ontladen cycli van een NIH2-batterij in low Earth orbit.

schematische weergave
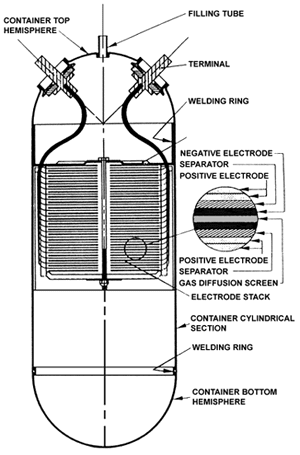
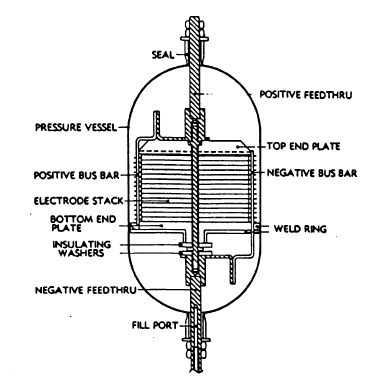
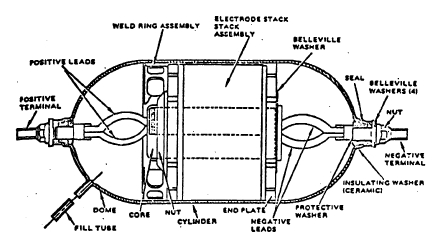
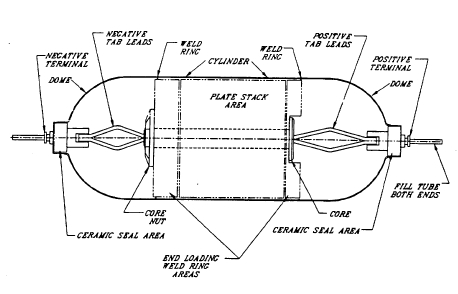
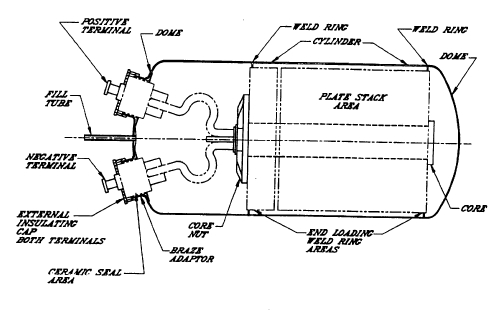